# Чимино (гора)
Чими́но (итал. Monte Cimino, лат. Ciminnis mons) — гора вулканического происхождения в Италии высотой 1053 метра. В настоящее время вулкан сильно разрушен и не проявляет активности. 

## Этимология и история
Название горы известно с древнейших времён и встречается уже у античных авторов — в частности, она упоминается в «Энеиде» Вергилия (VII:702; в русском переводе Афанасия Фета — «Цимин гора», в переводе Валерия Брюсова и Сергея Соловьёва — «Кимин», в переводе Сергея Ошерова — «холм Циминский»). Название горы предположительно происходит от проживавшего здесь народа или племени циминов (киминов, чиминов). В течение длительного времени росший на склонах горы густой лес (Ciminia Silva) был границей продвижения древних римлян в Этрурии. Впервые пробился через неё с войском консул 310 года до н. э. Квинт Фабий Максим Руллиан.

## Описание
Гора имеет высоту 1053 м и расположена в провинции Витербо, в области Лацио, в восточной части средней Италии; она находится в северной части горного массива Чимини. Гора находится к юго-востоку от города Витербо и имеет вулканическое происхождение, она образовалась в четвертичный период и с тех пор подверглась сильной эрозии, так что кратер вулкана уже более не заметен. Склоны горы покрыты лесами, среди которых выделяются дубовые рощи и каштаны. Предгорья используются для сельского хозяйства — здесь растят виноград, оливы и орехи. У подошвы горы находится озеро, которое во времена Древнего Рима носило тоже название, что и гора, а сегодня называется Вико. Мимо озера пролегает древнеримская Циминиевая дорога — боковая ветвь Кассиевой дороги, от которой она отделялась при Сутри, а потом вновь соединялась с ней вблизи современного Витербо.

## Геология
Плиоценовый потухший вулкан щитовидной формы. Диаметр 20 км, площадь 900 км². Его слагают трахиты и трахилипариты. Для ядра характерна кольцевая структура, образованная лавовыми куполами. Они приурочены к узлам-пересечениям трещин апеннинского и перпендикулярного к нему направлений. Таковы лавовые купола Монте-Палланцано, Виторчиано, Киелиано, Сориано, Монте-Чимино и др., всего — 17 куполов. Одновременно с их образованием происходили взрывные извержения трахитовых пирокластов. Они покрывают площадь в 500 км². Эти извержения закончились в конце плиоцена. В плейстоцене сформировался центральный конус вулкана Чимино как горстовая структура.